# 17832 Pitman
17832 Pitman è un asteroide della fascia principale. Scoperto nel 1998, presenta un'orbita caratterizzata da un semiasse maggiore pari a 2,9074578 UA e da un'eccentricità di 0,0329836, inclinata di 3,00958° rispetto all'eclittica.